# Viktor Goncearenko
Viktor Mihailavici Goncearenko (în belarusă Віктар Міхайлавіч Ганчарэнка; în rusă Виктор Михайлович Гончаренко, n. 10 iunie 1977, Chojniki⁠(d), RSS Bielorusă, URSS) este un antrenor de fotbal bielorus, în prezent antrenor al formației ruse ȚSKA Moscova. Este cel mai tânăr antrenor care a condus o echipă în grupele Ligii Campionilor UEFA. El a stabilit acest record pe 17 septembrie 2008, într-un meci cu Real Madrid, la vârsta de 31 de ani.

## Primii ani de viață și de carieră

### Anii de formare și educație
Viktor Mihailavici Goncearenko s-a născut în 1977 la o familie din clasa de mijloc în Chojniki, Belarus. El este fiul lui Mihail Goncearenko, inginer bielorus care a murit în 1993, din cauza dezastrului la Cernobîl și care a fost un mare fan al fotbalului. Mama lui era gestionară la un magazin mic din Belarus. Viktor s-a înscris la o școală de fotbal la vârsta de 9 ani.
Fotbalul a reprezentat o parte importantă din viața lui, iar tatăl său a fost foarte impresionat de cunoștințele sale din domeniul sportiv. În 1995, după moartea tatălui său, Viktor a devenit student al Colegiului Republican Olimpic din Minsk, Belarus. Aici a întâlnit fotbaliști celebri din Belarus precum Alexander Hleb, Vitali Kutuzov și Iuri Jevnov.
În 1998, Viktor a ajuns la BATE Borisov.

## Cariera ca jucător
Goncearenko și-a început cariera ca jucător în 1995 pe postul de fundaș, la vârsta de 18 ani. Cu BATE Borisov Viktor a câștigat campionatul Belarusului în 1999 și 2002, s-a clasat pe locul al doilea în sezoanele 1998 și 2000 și pe trei în 2001. La vârsta de 25 de ani a fost nevoit să se retragă din cauza unei rupturi a ligamentului încrucișat anterior al genunchiului stâng.

## Cariera ca antrenor
Înainte de a deveni antrenorul principal al lui BATE, Goncharenko a fost antrenor secund la FC BATE sub comanda antrenorilor principali Iuri Puntus și Igor Kriușenko. În 2007 Viktor a devenit antrenorul principal al lui BATE și a câștigat campionatul național (2008, 2009, 2010). Sub conducerea lui Goncearenko, BATE a devenit în 2008 primul club din Belarus care s-a calificat în faza grupelor UEFA Champions League și în grupele UEFA Europa League în sezonul 2009-2010.
În august 2011 Goncharenko a condus din nou clubul în faza grupelor Ligii Campionilor.

### Kuban Krasnodar
Pe 12 octombrie 2013 Goncearenko a fost numit în funcția de antrenor al echipei din Prima Ligă Rusă Kuban Krasnodar. Și-a reziliat de comun acord contractul cu Kuban pe 13 noiembrie 2014.

### Ural
Goncearenko a fost numit în funcția de antrenor al Ural Ekaterinburg pe 14 iunie 2015. După doar 6 meciuri, pe 25 august 2016, s-a anunțat faptul că Goncearenko a părăsit-o pe Ural, și că nu o va antrena în etapa a șaptea din 28 august 2015 cu Terek Groznîi. Ulterior, Goncearenko și-a reziliat de comun acord contractul la data de 1 septembrie 2015.

### Ufa
Pe 6 iunie 2016 Goncearenko a fost numit manager al FC Ufa. Pe 12 decembrie 2016, a plecat de la Ufa reziliindu-și contractul de comun acord.

### ȚSKA Moscova
Pe 12 decembrie 2016 Goncearenko a fost anunțat drept noul antrenor al ȚSKA Moscova, semnând un contract pe doi ani.

### Statistici
| Belarus | BATE Borisov           | 13 noiembrie 2007 | 12 octombrie 2013 | 276 | 161 | 65 | 50 | 58,33 |
| Rusia   | Kuban Krasnodar        | 12 octombrie 2013 | 13 noiembrie 2014 | 39  | 17  | 12 | 10 | 43,59 |
| Rusia   | Ural Sverdlovsk Oblast | 14 iunie 2015     | 1 septembrie 2015 | 6   | 1   | 2  | 3  | 16,67 |
| Rusia   | Ufa                    | 6 iunie 2016      | 12 decembrie 2016 | 19  | 7   | 6  | 6  | 36,84 |
| Rusia   | CSKA Moscovaw          | 12 decembrie 2016 | Prezent           | 54  | 32  | 12 | 10 | 59,26 |
| Total   | Total                  | Total             | Total             | 393 | 217 | 97 | 79 | 55,22 |

## Titluri

### Ca jucător
BATE Borisov
- Prima Ligă Bielorusă: 1999, 2002

### Ca antrenor
BATE Borisov
- Prima Ligă Bielorusă: 2008, 2009, 2010, 2011, 2012
- Cupa Bielorusiei: 2009-10
- Supercupa Bielorusiei: 2010, 2011, 2013

### Individual
- Antrenorul anului în Prima Ligă Bielorusă (3): 2008, 2009, 2010
- Locul al 17-lea în clasamentul IFFHS al celor mai buni antrenori din 2008

## Viața personală
Goncearenko are un fiu și o soție, Margarita.

## Legături externe
- Profilul pe site-ul lui FC BATE Borisov Arhivat în 13 iulie 2014, la Wayback Machine.